# Santino Andino
Santino Andino (Mendoza, 25 ottobre 2005) è un calciatore argentino, attaccante del Godoy Cruz.

## Caratteristiche tecniche
È un'ala sinistra.

## Carriera

### Club
Andino è cresciuto nel settore giovanile del Godoy Cruz con cui ha firmato il primo contratto professionistico il 3 luglio 2024. Ha debuttato in prima squadra il 15 settembre seguente nell'incontro di Primera División pareggiato 1-1 contro il Sarmiento (J) e due settimane più tardi ha segnato il suo primo gol nel pareggio casalingo per 1-1 contro l'Huracán.

### Nazionale
Nel 2025 ha giocato 7 partite (senza mai segnare) nel campionato sudamericano Under-20, nel quale la sua nazionale è stata finalista perdente.

## Statistiche

### Presenze e reti nei club
Statistiche aggiornate al 14 dicembre 2024.
| Stagione        | Squadra         | Campionato      | Campionato | Campionato | Coppe nazionali | Coppe nazionali | Coppe nazionali | Coppe continentali | Coppe continentali | Coppe continentali | Altre coppe | Altre coppe | Altre coppe | Totale | Totale | Totale |
| Stagione        | Squadra         | Comp            | Pres       | Reti       | Comp            | Pres            | Reti            | Comp               | Pres               | Reti               | Comp        | Pres        | Reti        | Pres   | Reti   |        |
| --------------- | --------------- | --------------- | ---------- | ---------- | --------------- | --------------- | --------------- | ------------------ | ------------------ | ------------------ | ----------- | ----------- | ----------- | ------ | ------ | ------ |
| 2024            | Godoy Cruz      | PD              | 15         | 2          | CA+CdL          | 0               | 0               | CL                 | 0                  | 0                  |             | -           | -           | 15     | 2      |        |
| Totale carriera | Totale carriera | Totale carriera | 15         | 2          |                 | 0               | 0               |                    | 0                  | 0                  |             | -           | -           | 15     | 2      |        |